# Le client a toujours raison
Pour les articles homonymes, voir Le client a toujours raison (homonymie).

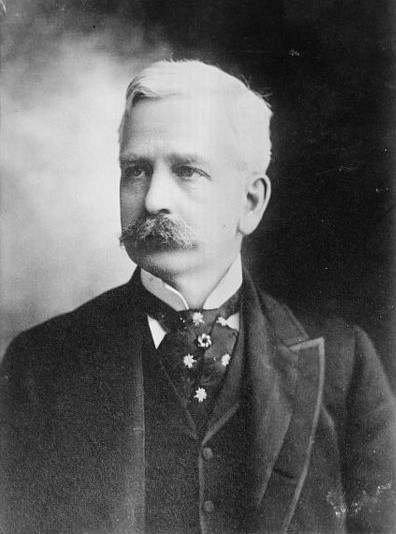
Marshall Field utilisait des slogans tels Donnez à la dame ce qu'elle veut à son magasin de Chicago Marshall Field's.

« Le client a toujours raison » (The customer is always right en anglais) est une maxime, une devise et un slogan populaires dans le domaine commercial. La phrase incite les commerçants à prioriser la satisfaction de la clientèle.
Elle a été popularisée d'abord dans le commerce de détail à la fin du XIXe siècle par des personnalités telles Harry Gordon Selfridge, John Wanamaker et Marshall Field. Ces derniers priorisaient la satisfaction du consommateur en traitant sérieusement les doléances de ce dernier afin qu'il ne se sente pas floué. Cette attitude a marqué un changement dans l'approche client à une époque où la fausse représentation était courante et où la maxime caveat emptor (« que l'acheteur soit vigilant ») était répandue.
Cependant, les limites du slogan, qui ne tient pas compte que le consommateur peut être malhonnête et peut avoir des attentes irréalistes envers le produit, sont mises en évidence dès 1914. « Si nous adoptons cette politique d'accepter n'importe quelle revendication du client, nous allons faire face à des pertes inévitables,. » L'auteur reprend les mêmes idées un an plus tard dans un autre article.

## Variations
Il existe certaines variations de la maxime telles que « le client n'a jamais tort », attribuée à l'hôtelier César Ritz. « Si un client se plaint du plat ou du vin, retirez-le immédiatement et remplacez-le sans poser de questions,. » En Allemagne, la forme der Kunde ist König (« le client est roi ») est souvent employée.

## Critiques
De nombreuses critiques ont été exprimées face au véritable pouvoir des consommateurs sur l'offre. L'économiste John Kenneth Galbraith tente de démontrer par la notion de filière inversée que les entreprises sont capables de contrôler leurs débouchés notamment par des stratégies de commercialisation et de fidélisation ; ainsi ce sont les entreprises qui imposent leurs produits aux clients, et non l'inverse.